# 下略夫雷加特
下略夫雷加特（西班牙語：Bajo Llobregat），是西班牙加泰罗尼亚巴塞罗那省的一个县。总面积485.7平方公里，2012年总人口806,799人，人口密度1661人/平方公里。行政中心位于圣费柳-德略布雷加特。